# Vincent Saurin
Pour les articles homonymes, voir Saurin.
Vincent Saurin, né Vincent Emmanuel Marcel Seurin le 17 avril 1907 à Paris et mort dans cette même ville le 13 décembre 1991, est un rameur français dans la spécialité du skiff.

## Biographie
Fils de William Saurin, épicier qui créé sa marque en 1898 avant de se spécialiser dans les conserves de plats cuisinés, Vincent Saurin pratique comme son père, l'aviron à Lagny-sur-Marne,. Il débute à 15 ans et, entraîné par son père, devient champion de France juniors en 1925,,. Il se révèle et impressionne au cinquantenaire de la Marne en 1926. En bonne santé, l'athlète progresse rapidement et ajoute de l'efficacité à sa technicité. Il se qualifie pour les Jeux olympiques d'été de 1928 à Amsterdam en prenant sa revanche sur Vaucher, qu'il l'a battu l'année précédente aux championnats de France. Aux Jeux olympiques, il élimine le champion d'Europe au deuxième tour avant d'être éliminé par le futur champion olympique Bobby Pearce en quart de finale,.
En juillet 1929, pour sa première course depuis son retour des Jeux olympiques, Saurin s'impose dans une course organisée par son club, la Société Nautique de Lagny, prenant le commandement dès le début de la course pour s'imposer de deux longueurs. Absent des championnats de France, il n'est pas qualifié pour disputer les Championnats d'Europe d'aviron 1930 à Varsovie en Pologne.
Battu par Humphrey Warren (en) dans la Coupe de Paris puis au championnat de la Seine, sa saison 1933 se conclut par de larges défaites, l'élégance de son style manque de fermeté et la domination de l'Anglais est nette.
Après le décès de son père en 1937, Vincent Saurin reprend l'affaire familiale avant de la revendre au groupe Lesieur en 1979. Également président de la Société Nautique de Lagny de 1953 à 1988, il décède en décembre 1991.

## Palmarès
Jeux olympiques
- Quart de finaliste en skiff aux Jeux olympiques d'été de 1928 à Amsterdam, Pays-Bas.

Compétitions internationales
- Médaille de bronze en skiff aux Championnats d'Europe d'aviron 1931 à Paris, France.
- Médaille d'argent en skiff aux Championnats d'Europe d'aviron 1932 à Belgrade, Yougoslavie.
- Médaille de bronze en skiff aux Championnats d'Europe d'aviron 1934 à Lucerne, Suisse.

Compétitions nationales
- Neuf fois champion de France[10].